# Casa Riba (Gelida)
La Casa Riba és una obra noucentista de Gelida (Alt Penedès) protegida com a Bé Cultural d'Interès Local.

## Descripció
Casa amb jardí, inicialment aïllada. Consta de planta soterrani, baixa, pis i golfes, sota coberta de teula àrab a dues vessants. A la part posterior hi ha porxos i galeries. Són interessants els aplacats ornamentals de terra cuita. En conjunt respon a les característiques de la sensibilitat noucentista.

## Història
La Casa Riba va ser construïda per l'arquitecte Josep Ros i Ros. El projecte, que es conserva a l'arxiu de l'Ajuntament de Gelida, data del 15 d'octubre del 1925. Inicialment era un edifici aïllat. Actualment té una ampliació que l'adossa a la del costat.